# Mongolische voetbalbond
De Mongolische voetbalbond of Mongolian Football Association (MFA) is de voetbalbond van Mongolië.
De voetbalbond werd opgericht in 1959 en is sinds 1998 lid van de Aziatisch voetbalbond (AFC) en sinds 2001 lid van de Oost-Aziatische voetbalbond (EAFF) en van wereldvoetbalbond FIFA. De voetbalbond is onder andere verantwoordelijk voor het Mongolisch voetbalelftal en de hoogste nationale voetbalcompetitie, de Mongolische Premier League.

## President
In oktober 2021 was de voorzitter Ganbaatar Amgalanbaatar.